# ジェルジ・テネケチェジウ
ジェルジ・テネケチェジウ（アルバニア語: Gjergj Teneqexhiu、1959年6月30日 - ）は、アルバニアの財務官僚、駐日大使（2016年～）。アルバニア社会主義人民共和国（当時）の首都ティラナ出身。
アルバニアが社会主義体制を放棄して市場経済に移行した1991年、財務省に入省。財務官僚として法律の制定に参与し、国際通貨基金、世界銀行、欧州委員会との協定交渉にも携わった。
2016年9月8日、テネケチェジウは皇居で信任状を捧呈し、駐日大使として正式に着任した。
2019年10月22日、皇居正殿松の間で今上天皇の即位礼正殿の儀が執り行われ、イリル・メタ大統領と共に参列した。